# Кондаков Микола Іванович
Микола Іванович Кондаков (нар. 22 травня 1901, село Кочугаєво Яранського повіту В'ятської губернії, тепер Кіровської області, Російська Федерація — розстріляний 23 вересня 1938, Одеса) — радянський партійний діяч, в.о. 1-го секретаря Одеського обкому КП(б)У. Депутат Верховної Ради СРСР 1-го скликання.

## Життєпис
Народився в багатодітній родині селянина-бідняка. У 1911 році закінчив трикласну школу в селі Макарово Яранського повіту В'ятської губернії, у 1916 році закінчив чотирикласне міське училище в місті Царевосанчурськ Яранського повіту В'ятської губернії. У 1919 році закінчив учительську семінарію у слободі Кукарка В'ятської губернії. У лютому 1919 року вступив до комсомолу.
У лютому — грудні 1919 року — голова Кукарського повітового комітету комсомолу (РКСМ) В'ятської губернії.
Член РКП(б) з листопада 1919 року.
У січні — жовтні 1920 року — секретар В'ятського губернського комітету комсомолу (РКСМ). У листопаді 1920 — червні 1921 року — секретар Кубано-Чорноморського обласного комітету комсомолу (РКСМ) у місті Краснодарі.
У липні — жовтні 1921 року — інструктор ЦК комсомолу (КСМ) Абхазії в місті Сухумі. У листопаді 1921 — січні 1922 року — заступник завідувача відділу агітації і пропаганди Закавказького крайового комітету комсомолу (РКСМ) в місті Тифлісі. У лютому — червні 1922 року — завідувач організаційного відділу Терського губернського комітету комсомолу (РКСМ) в місті П'ятигорську. У липні 1922 — вересні 1923 року — завідувач відділу агітації і пропаганди Донського обласного комітету комсомолу (РКСМ) в місті Ростові-на-Дону.
У жовтні 1923 — травні 1924 року — в Червоній армії: інструктор політичного відділу Петроградського укріпленого району.
У червні 1924 — серпні 1925 року — відповідальний секретар В'ятського губернського комітету комсомолу (РЛКСМ).
У вересні 1925 — липні 1926 року — слухач курсів повітових партійних робітників при ЦК ВКП(б) у Москві.
У серпні 1926 — грудні 1928 року — відповідальний секретар Слободського повітового комітету ВКП(б) В'ятської губернії. У січні 1929 — серпні 1930 року — завідувач відділу кадрів Тамбовського окружного комітету ВКП(б) Центрально-Чорноземної області.
У вересні 1930 — березні 1933 року — слухач курсів марксизму-ленінізму при ЦВК СРСР у Москві.
У квітні 1933 — січні 1935 року — начальник Політичного відділу Ізмалковської машинно-тракторної станції Центрально-Чорноземної області.
У лютому 1935 — липні 1937 року — інструктор, завідувач промислово-транспортного відділу Одеського міського комітету КП(б)У.
У липні — вересні 1937 року — 2-й секретар Одеського міського комітету КП(б)У.
У вересні 1937 — 4 травня 1938 року — виконувач обов'язків 1-го секретаря Одеського обласного і міського комітетів КП(б)У. «Відкликаний у розпорядження ЦК КП(б)У».
3 травня 1938 року заарештований органами НКВС. 23 вересня 1938 року розстріляний в Одесі.